# 西斯圖爾茨敦 (新罕布什爾州)
西斯圖爾茨敦（英語：West Stewartstown）是位於美國新罕布什爾州庫斯縣的普查規定居民點。

## 人口
根據2020年美國人口普查的數據，西斯圖爾茨敦的面積為1.73平方千米，當中陸地面積為1.60平方千米，而水域面積為0.13平方千米。當地共有人口263人，而人口密度為每平方千米152.02人。